# Омаров, Елдес
Елдес Омаров (1 марта 1892, Тургайская область, Кустанайский уезд — 1 декабря 1937) — общественный деятель, публицист, педагог, переводчик. Был одним из активных авторов газеты «Казах», которая издавалась в Оренбурге. Его коллегами и друзьями являлись такие видные общественные деятели как Ахмет Байтурсынов, Миржакып Дулатов, Жусипбек Аймауытов .

## Биография
- Родился 29 февраля 1892 (официально 1 марта 1892) в Тургайской области, Кустанайском уезде.
- В самом начале обучался у муллы. В 1907 году окончил двух-классное русско-казахское училище в городе Костанай. В 1911 русско-казахскую учительскую школу в Оренбурге. После окончания обучения работал учителем в ауле Дубай Кустанайского уезда.
- Три года до 1917 года работал в совете местного суда. Работал помощником Тургайского уездного комиссара Временного правительства. Также был председателем Тургайского областного гражданского комитета и заместителем председателя Тургайского областного земства.
- Один из тех кто участвовал в провозглашение Алашской автономии прошедшим в Оренбурге на 2-м Всеказахском курултае.
- В 1917 г. был утвержден членом комиссии по подготовке учебников, и был одним из активных авторов газеты «Казах», которая издавалась в Оренбурге.
- В 1937 году 20 ноября был задержан, и в 1 декабря того же года приговорен к расстрелу.
- Был признан невиновным лишь в 1989 году.

## Работы
Елдес — автор многих учебников, переведенных им с русского и немецкого языка, по математике, алгебре, физике, тригонометрии, геометрии. Ввел в казахский язык множество терминов по геометрии.
В числе его работ:
- «Упражнения по синтаксису»
- «О сочетании звуков казахского языка»
- «Новые правила о казахском шрифте»
- «Ученая деятельность Ахмета Байтурсынова»

## Памятники
На здании бывшего русско-казахского училища (ныне художественная школа) в городе Костанай, родине Елдеса Омарова, была установлена мемориальная доска.

## Семья
О семье Омаровых известно мало. Елдес Омаров был женат на Эльзе Адамовне Берте дочери немецкого консула города Ташкент. Его первый сын был назван в честь Кенесары — Кенехан. Однако, в годы политических репрессий, дабы избежать обвинения в родстве с «врагом народа» официально развелся с женой, а в свидетельстве о рождении Кенехана значилось имя — Генрих Берте. О Генрихе известно лишь то, что он являлся летчиком и участвовал в боевых операциях.